# Wappen Melillas
Das Wappen Melillas zeigt in Blau zwei pfahlweis gestellte goldene Henkelkörbe mit rot-golden geschachtem Flechtwerk, in denen je zwei schwarzgezungte grüne siebenköpfige Hydren sich empor schlängeln. Der je acht Mal in Rot mit goldenem Kastell mit blauen Toren und Fenstern und in Silber mit rotgezungten goldgekrönten roten Löwen gestückte Bord umgibt alles; Kastelle und Löwen erinnern an Kastilien und León und damit an die Eroberung der Stadt durch Spanien im Jahr 1497. 
Neben dem Schild stehen die silbernen ungekrönten Säulen des Herakles durch die das silberne Band mit der schwarzen Schrift in Majuskeln: „Non plus ultra“ zieht. Über dem Schild steht ein goldenes Kastell auf der goldenen Krone und ein silber bekleideter Mann mit rotem Schal und einen Dolch haltend wächst aus dem gezinnten Kastellturm. Ein silbernes Band zeigt die Devise „Praefere patriam liberis parentem decet“ (Es ziemt sich, das Vaterland über seine Kinder zu stellen) in schwarzer Schrift und großen Majuskeln.
Der grüne rotgezungte Drache liegt widersehend unter dem Wappen.